# هنري بروكتر
هنري بروكتر (بالإنجليزية: Henry Adam Procter)‏ هو سياسي بريطاني (وحمل سابقاً جنسية المملكة المتحدة لبريطانيا العظمى وأيرلندا)، ولد في 1883، وتوفي في 26 مارس 1955. حزبياً، نشط في حزب المحافظين. في الانتخابات العامة في المملكة المتحدة 1931 ‏، انتخب عضو برلمان المملكة المتحدة الـ36 عن دائرة أكرينغتون ‏ (27 أكتوبر 1931 – 25 أكتوبر 1935) وفي الانتخابات العامة في المملكة المتحدة 1935 ‏، انتخب عضو برلمان المملكة المتحدة الـ37 عن دائرة أكرينغتون ‏ (14 نوفمبر 1935 – 15 يونيو 1945).